# Palopo
Palopo är en stad på centrala Sulawesi. Den ligger i provinsen Sulawesi Selatan och har cirka 180 000 invånare.